# ビジャープル王国

ビジャープル王国
アーディル・シャーヒー朝

ビジャープル王国の支配領域

ビジャープル王国（Bijapur Sultanate）またはアーディル・シャーヒー朝（Adil Shahi dynasty）とは、15世紀末から17世紀末までインドのデカン、南インドに存在したスンニー派イスラーム王朝（1490年 - 1686年）。インド南西部に位置するビジャープルを首都とした。バフマニー朝が分裂しできたムスリム5王国の中でもっとも有力な王国であった。ビージャプル王国、ビージャープル王国とも呼ばれる。

## 歴史

### 建国
ビジャープルは元々はバフマニー朝の一部であったが、太守のユースフ・アーディル・シャーが1490年に独立し、ビジャープル王国を建国した。
1510年、ポルトガル提督アフォンソ・デ・アルブケルケに攻防の末にゴアを奪われた（ポルトガル領インド）。
この王国はヴィジャヤナガル王国と激しく争ったことで知られる。建国当初は名君クリシュナ・デーヴァ・ラーヤの存在もあり、1520年にライチュール地方をヴィジャヤナガル王国に奪われるなど、苦戦した。1529年にクリシュナ・デーヴァ・ラーヤの死の間際、ビジャープル王イスマーイール・アーディル・シャーがライチュール地方を奪ったが、クリシュナの弟のアチュタ・デーヴァ・ラーヤによって奪い返された。

### ターリコータの戦い
その後、ヴィジャヤナガル王国の圧迫からほかのムスリム5王国などと同盟し、1565年にターリコータの戦いでヴィジャヤナガル軍を破り、その首都ヴィジャヤナガルを蹂躙した。

### 最盛期

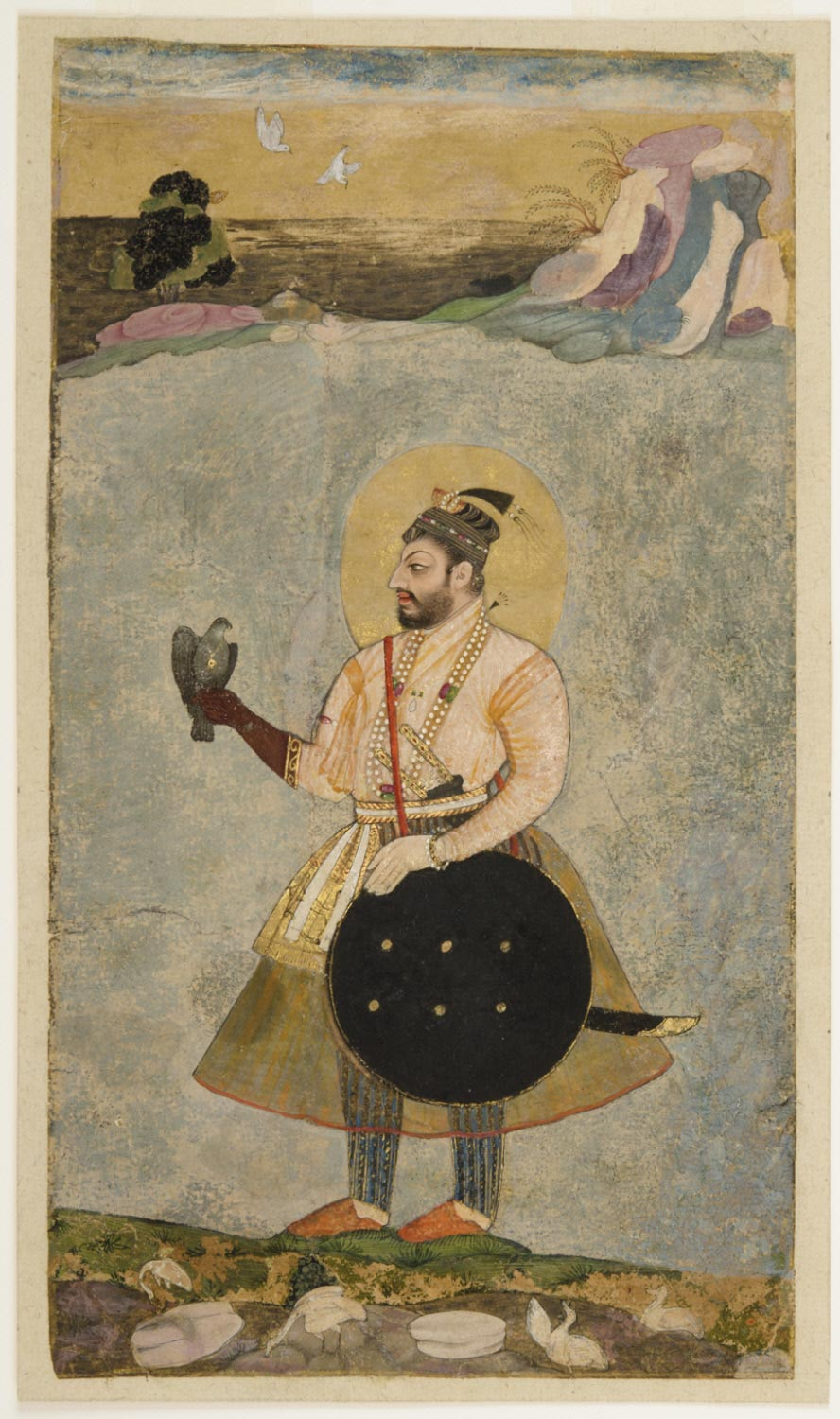
アリー・アーディル・シャー2世

この王国の最盛期を飾ったのは、イブラーヒーム・アーディル・シャー2世（在位1580 - 1627）であった。その治世は50年近く、彼は衰退するヴィジャヤナガル王国の領土をたびたび侵略する一方、芸術を保護し、彼自身も音楽家であった。また、1614年ヴィジャヤナガル王ヴェンカタ2世が死ぬと、王族間に勃発した内乱に介入し（トップールの戦いなど）、1619年には同じムスリム5王国のひとつビーダル王国を滅ぼした。また、1636年にはビジャープル王国はムガル帝国とアフマドナガルを分割し、その南半分を併合した。
1649年、ムハンマド・アーディル・シャーの治世に、ビジャープル王国は百数十年争ったヴィジャヤナガル王国を滅ぼして、南インドに勢力を拡大した。
17世紀後半にはムガル帝国の圧迫やマラーター王国のシヴァージーの台頭などで、王国は徐々に衰退していった。

### 滅亡
そして、1686年にムガル帝国のアウラングゼーブによって首都ビジャープルを落とされ、ここに王国は滅んだ。

## 建築物

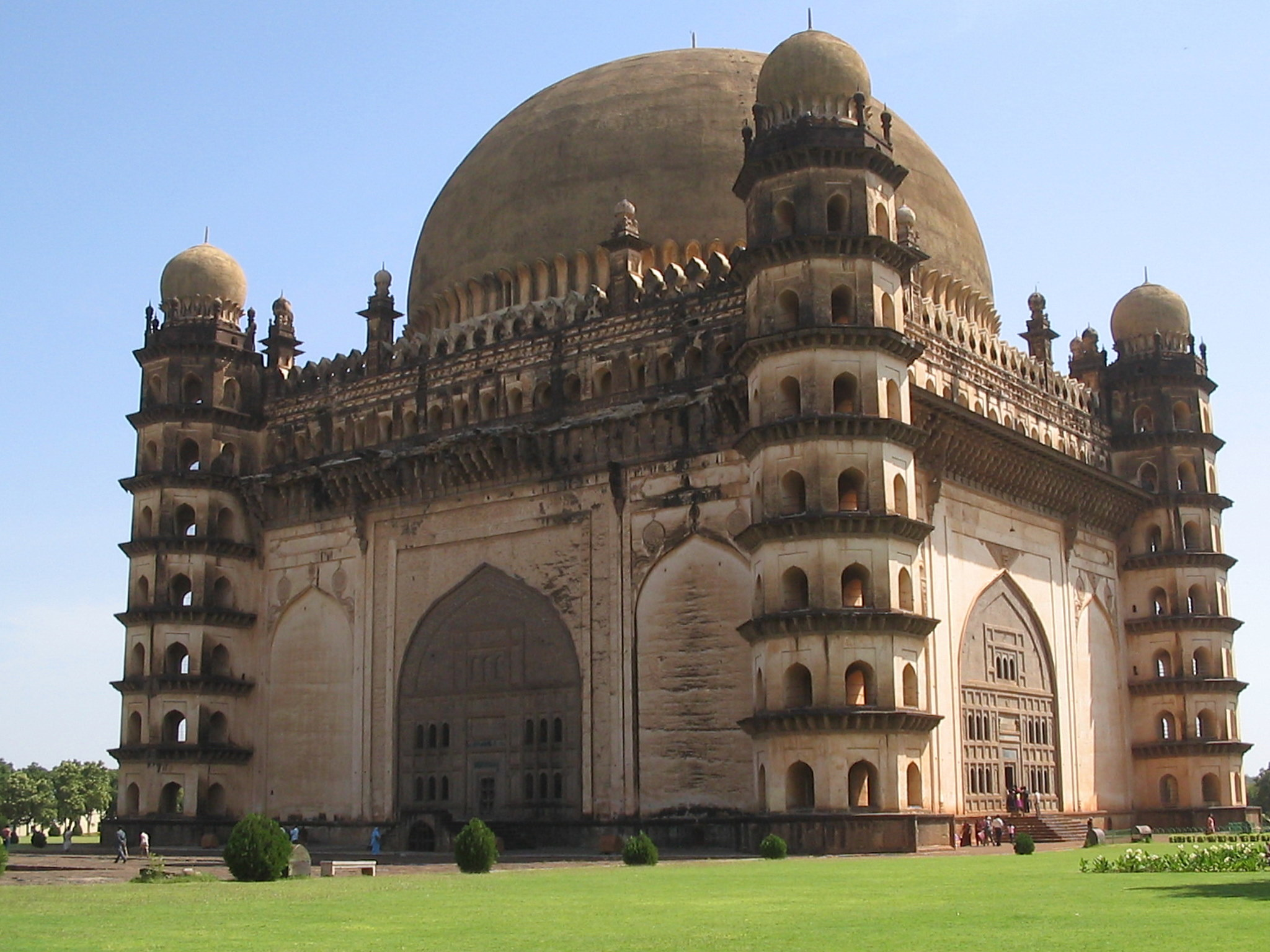
ゴール・グンバズ

ビジャープル王国はイスラーム建築が栄え、イブラーヒーム・アーディル・シャー2世の墓イブラーヒーム・ラウザやムハンマド・アーディル・シャーの墓ゴール・グンバズなど、王国に関する歴史的建造物が現存している。

## 歴代君主
- ユースフ・アーディル・シャー（英語版）（Yusuf Adil Shah, 在位：1490年 - 1510年）
- イスマーイール・アーディル・シャー（英語版）（Ismail Adil Shah, 在位：1510年 - 1534年）
- マッルー・アーディル・シャー（英語版）（Mallu Adil Shah, 在位：1534年）
- イブラーヒーム・アーディル・シャー1世（英語版）（Ibrahim Adil Shah I, 在位：1534年 - 1558年）
- アリー・アーディル・シャー1世（英語版）（Ali Adil Shah I, 在位：1558年 - 1580年）
- イブラーヒーム・アーディル・シャー2世（英語版）（Ibrahim Adil Shah II, 在位：1580年 - 1627年）
- ムハンマド・アーディル・シャー（英語版）（Muhammed Adil Shah, 在位：1627年 - 1656年）
- アリー・アーディル・シャー2世（英語版）（Ali Adil Shah II, 在位：1656年 - 1672年）
- シカンダル・アーディル・シャー（英語版）（Sikandar Adil Shah, 在位：1672年 - 1686年）